# Чал (рид)
Чал е нисък и плосък рид в северната част на Източните Родопи, на територията на Област Хасково.
Рида се простира от югозапад на североизток на 10 – 11 км, а ширината му е до 5 – 6 км. На запад и северозапад се простира до долината на река Бързей (десен приток на Харманлийска река), а на югоизток – до долината на Бисерска река, която го отделя от рида Гората. На североизток чрез ниска 286 м седловина се свързва с рида Хухла, а на юг, в района на село Поповец, седловина висока 356 м го свързва с рида Гората.
Билото му е заравнено на около 350 м н.в., над което се издигат заоблени върхове, най-висок от които е Хамбарлъка (451,2 м), разположен в най-южната му част, на около 1 км северно от село Сестринско. Изграден е от устойчиви на денудацията олигоценски туфи. Склоновете му са стръмни, покрити с редки дъбови гори. Слабо развито горско стопанство и овцевъдство.
По склоновете му са разположени 9 села: Гледка, Голям извор, Долно Ботево, Кладенец, Корен, Кралево, Поповец, Сестринско и Стамболово.
По североизточното му подножие, между селата Корен и Голям извор, на протежение от 10 км, преминава участък от третокласен път № 505 Хасково – Голям извор – Свиленград.

## Топографска карта
- Лист от карта K-35-76. Мащаб: 1 : 100 000.